# Geografía de las Islas Vírgenes de los Estados Unidos

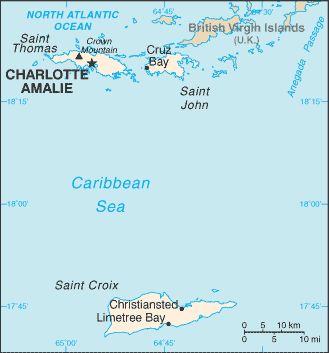
Islas Vírgenes de los Estados Unidos.

Las Islas Vírgenes de los Estados Unidos son una dependencia de los Estados Unidos. Están localizadas en el mar del Caribe y el océano Atlántico a 80,5 km al este de Puerto Rico. El territorio consiste de cuatro islas principales: Saint Thomas (Santo Tomás), Saint John (San Juan), Saint Croix (Santa Cruz) y Water Island, así como una docena de pequeñas islas. Su capital es Charlotte Amalie y se encuentra en Saint Thomas.

## Geografía física[1]
Geográficamente las islas Vírgenes forman parte de las pequeñas Antillas, pero geológicamente son una continuación de las Grandes Antillas.

### Santa Cruz
Santa Cruz representa aproximadamente dos tercios de la superficie de las islas Vírgenes estadounidenses. Los nombres de sus ciudades gemelas, Christiansted y Frederiksted, se deben al período en que Dinamarca dominó la isla.

### Santo Tomás
Santo Tomás és una importante isla de vacaciones para los norteamericanos. En ella se encuentra la capital Charlotte Amalie y en la punta oeste de la isla se encuentra el Monte Crown a 474 m de altura sobre el nivel del mar.

### San Juan
San Juan, tercera isla en superficie, es un paraíso natural en el Caribe. Dos tercios de la isla, están situados en el parque natural de las Islas Vírgenes, en él hay magníficos bosques pluviales y, en la bahía de Trunk un espectacular arrecife coralino.
El parque debe parcialmente su belleza natural a una rebelión ocurrida en 1773, en la que los esclavos negros dieron muerte a los blancos propietarios de plantaciones de caña de azúcar, destruyéndolas. Esto permitió que el bosque pluvial reconquistase la isla. Posteriormente, el parque fue legado al Servicio Natural de Parques de Estados Unidos.

### Hitos geográficos
- Punto más septentrional: Punto no identificado, Pequeño Hans Lollick, islote al norte de Saint Thomas.
- Punto más meridional: Cabo Suroeste, Saint Croix.
- Punto más occidental: Punto no identificado, Savanna islote al oeste de Saint Thomas.
- Punto más oriental: Punto no identificado, Pequeño San Jaime, islote al este de Saint John.

## Geografía política
Políticamente, las Islas Vírgenes se dividen en las islas Vírgenes Estadounidenses, incluyendo Saint Croix, Saint John y Sanit Thomas; y las Islas Vírgenes Británicas, incluyendo Tórtola, Virgen Gorda, Anegada y Jost van Dyke.

## Geografía humana
Las islas Vírgenes estadounidenses son las más desarrolladas del archipiélago. El 70% de sus habitantes descienden de esclavos, el 18% son de origen europeo y los restantes son en su mayoría de origen mixto.
Aunque algunos isleños trabajan de la agricultura, el territorio debe importar la mayor parte de sus productos alimenticios que necesita su población. Hay algunas industrias manufactureras, incluidas destilerías de ron, pero la principal actividad económica es el turismo, con más de un millón de visitantes al año, fundamentalmente de Estados Unidos.

## Geología
Las islas Vírgenes son de origen volcánico, a excepción de Anegada, en el noroeste, que es de piedra caliza.

## Clima
El clima es tropical, la humedad es relativamente baja y la época más lluviosa es de septiembre hasta noviembre.
Las temperaturas cambian poco a lo largo del año. En Charlotte Amalie, las temperaturas máximas rondan alrededor de 33 °C y las temperaturas mínimas rondan alrededor de 22 °C. En total caen 965 mm de precipitación, acumulándose en la época de las lluvias (de septiembre a noviembre).
Las islas, también tienen una temporada de huracanes y tormentas (de junio a noviembre). En septiembre de 1989 el huracán Hugo azotó las islas Vírgenes con gran fuerza, la isla más castigada fue Saint Croix donde el huracán dañó el 70% de los edificios.
| Parámetros climáticos promedio de | Parámetros climáticos promedio de | Parámetros climáticos promedio de | Parámetros climáticos promedio de | Parámetros climáticos promedio de | Parámetros climáticos promedio de | Parámetros climáticos promedio de | Parámetros climáticos promedio de | Parámetros climáticos promedio de | Parámetros climáticos promedio de | Parámetros climáticos promedio de | Parámetros climáticos promedio de | Parámetros climáticos promedio de | Parámetros climáticos promedio de |
| Mes                               | Ene.                              | Feb.                              | Mar.                              | Abr.                              | May.                              | Jun.                              | Jul.                              | Ago.                              | Sep.                              | Oct.                              | Nov.                              | Dic.                              | Anual                             |
| --------------------------------- | --------------------------------- | --------------------------------- | --------------------------------- | --------------------------------- | --------------------------------- | --------------------------------- | --------------------------------- | --------------------------------- | --------------------------------- | --------------------------------- | --------------------------------- | --------------------------------- | --------------------------------- |
| Temp. máx. media (°C)             | 30                                | 30                                | 30                                | 31.1                              | 31.1                              | 32.2                              | 32.2                              | 32.8                              | 32.2                              | 32.2                              | 31.1                              | 30                                | 31.1                              |
| Temp. mín. media (°C)             | 22.2                              | 22.2                              | 22.2                              | 23.3                              | 24.4                              | 25                                | 25.6                              | 25.6                              | 25                                | 24.4                              | 23.9                              | 22.8                              | 23.9                              |
| Temp. mín. abs. (°C)              | 17.2                              | 11.1                              | 13.3                              | 16.7                              | 18.9                              | 19.4                              | 13.9                              | 15                                | 17.8                              | 18.9                              | 11.1                              | 16.7                              | 11.1                              |
| Precipitación total (mm)          | 48                                | 38.4                              | 38.6                              | 60.7                              | 85.3                              | 59.7                              | 61.5                              | 88.9                              | 135.6                             | 141.5                             | 134.1                             | 69.6                              | 960                               |
| Fuente: weather.com               |                                   |                                   |                                   |                                   |                                   |                                   |                                   |                                   |                                   |                                   |                                   |                                   |                                   |